# NGC 4071
NGC 4071 je planetna maglica u zviježđu Mušici. 

## Vanjske poveznice
- (eng.) SEDS: NGC 4071
- (eng.) Revidirani Novi opći katalog
- (eng.) Izvangalaktička baza podataka NASA-e i IPAC-a
- (eng.) Astronomska baza podataka SIMBAD
- (eng.) VizieR